# گویتو
گویتو (به ایتالیایی: Goito) یک کومونه در ایتالیا است که در استان منتووا واقع شده‌است.

## خصوصیات
گویتو ۷۸ کیلومترمربع مساحت و ۱۰٬۳۵۵ نفر جمعیت دارد و ۳۳ متر بالاتر از سطح دریا واقع شده‌است.

## خواهرخوانده
شهر باینفورت خواهرخواندهٔ گویتو هست.